# 시토리나카촌
시토리나카촌(倭文中村)은 오카야마현 구메군에 있던 촌이다. 현재의 쓰야마시에 해당한다.

## 역사
- 1889년 6월 1일 - 정촌제 시행에 의해 구메호쿠조군 시토리나카촌이 성립하였다.
- 1900년 4월 1일 - 구메난조군과 합병해 구메군이 되었다.
- 1940년 9월 1일 - 시토리히가시촌과 합병해 시토리촌이 되었다.

## 참고문헌
- 和泉橋警察署 『新旧対照市町村一覧』第2冊（東京：加藤孫次郎, 1889（明22））
- 地名編纂委員会 『角川日本地名大辞典33 岡山県』（角川学芸出版, 1989, ISBN 4040013301）